# Londyn 08:15
Londyn 08:15 – ósmy album studyjny rockowego zespołu Ira. Sesja nagraniowa odbyła się w K&K Studio Professional w Radomiu. Prace nad albumem trwały od 22 stycznia do maja 2007 roku. Na płycie znalazło się 13 utworów.
Pierwsze szkice utworów oraz tekstów zaczęły powstawać już pod koniec 2005 roku. Kiedy zespół zaczynał pracę nad płytą miał gotowych 32 utwory, ostatecznie na płycie znalazło się 12 piosenek.
Zespół w porównaniu do poprzedniego albumu z 2004 roku, postanowił złagodzić swoje brzmienie, mimo to nie zabrakło melodyjnych gitarowych, wzbogaconych o nowoczesne brzmienie czy solówek gitarowych w wykonaniu gitarzystów Piotra Koncy oraz Marcina Bracichowicza. Na płycie po raz pierwszy zagrał gitarzysta Piotr Konca, który dołączył do zespołu 27 czerwca 2005 roku.
Po raz pierwszy od płyty Tu i teraz pojawiły się teksty autorstwa wokalisty Artura Gadowskiego. Autorem większości tekstów jest Wojciech Byrski. Zespół zmienił producenta, został nim Marcin Limek gitarzysta z radomskiego zespołu rockowego 96 Project, oraz Piotr Matysiak, perkusista tego samego zespołu. Patronat medialny nad krążkiem objęło RMF FM. Premiera krążka odbyła się 31 sierpnia 2007 roku, przed premierą część utworów można było odsłuchać na portalu onet.pl. Gościnnie w części piosenek, w chórkach, zaśpiewał producent - Maciej Prusiński, a na instrumentach perkusyjnych zagrał Piotr Matysiak. Zdaniem zespołu to właśnie zmiana producenta oraz składu miały decydujący wpływ na różnorodność materiału zawartego na albumie, znajdują się na nim zarówno ballady jak i utwory niemalże hardrockowe. Po trzech dniach od premiery płyta trafiła na pierwsze miejsce wśród najlepiej sprzedawanych płyt w empikach w całej Polsce.
Recenzent miesięcznika Teraz Rock Paweł Brzykcy zauważa, że „na Londyn 8:15 Ira prezentuje się właśnie jako zespół dojrzały, że oszczędna warstwa instrumentalna służy uwypukleniu tekstu (autorzy: Wojciech Byrski i Mariusz Musialski), który na papierze nie robi takiego wrażenia, jak w przejmującej interpretacji Gadowskiego”.
Od 17 do 24 września album Londyn 08:15 był najlepiej sprzedającym się krążkiem w kraju. W plebiscycie podsumowującym 2007 rok, według miesięcznika Teraz Rock, album zajął 10 miejsce w kategorii „Płyta”.

## Twórcy
Ira
- Artur Gadowski – śpiew, chórki
- Wojciech Owczarek – perkusja
- Piotr Sujka – gitara basowa, chór
- Piotr Konca – gitara, chór
- Marcin Bracichowicz – gitara

Muzycy sesyjni
- Piotr Matysiak – instrumenty perkusyjne – (2) (6) (9) (10)
- Maciej Prusiński – chórki – (2) (3) (8) (12)

## Lista utworów
1. „Intro” (Ira) – 0:24
2. „Londyn 08:15” (M. Musialski – W. Byrski/M. Musialski) – 3:24
3. „Gdyby tak” (P. Sujka – W. Byrski/A. Gadowski) – 3:08
4. „Głaz” (M. Bracichowicz – W. Byrski) – 2:54
5. „Jeszcze jeden raz” (P. Sujka – W. Byrski) – 3:52
6. „Trochę wolniej” (M. Musialski – W. Byrski) – 3:27
7. „Tacy jak my” (M. Bracichowicz – W. Byrski) – 4:08
8. „Chłopiec” (M. Bracichowicz – W. Byrski/A. Gadowski) – 3:38
9. „Czy nie ma już nic” (M. Musialski – W. Byrski/M. Musialski) – 3:56
10. „Szkoda dnia” (P. Konca – W. Byrski) – 3:13
11. „Nie pytaj” (P. Konca – W. Byrski) – 3:41
12. „Labirynt” (P. Konca – W. Byrski) – 4:07
13. „Okno” (P.Sujka – A. Gadowski) – 3:59

- (W nawiasach wymienieni są twórcy utworów)

## Miejsca na listach przebojów

### Single
| Data wydania         | Singel           | Pozycje na listach | Pozycje na listach |
| Data wydania         | Singel           | Europa             | RMF FM             |
| -------------------- | ---------------- | ------------------ | ------------------ |
| 9 lipca 2007         | „Trochę wolniej” | 64                 | 1                  |
| 22 października 2007 | „Londyn 08:15”   | 88                 | 2                  |

## Wydania albumu

### Płyta kompaktowa
| Kraj wydania | Wydawca  | Rok wydania | Numer katalogowy |
| ------------ | -------- | ----------- | ---------------- |
| Polska       | Ql Music | 2007        | 174 298 3        |

### OLiS
| Oficjalna Lista Sprzedaży OLiS |    |    |    |    |    |    |    |    |
| Tydzień                        | 01 | 02 | 03 | 04 | 05 | 06 | 07 | 08 |
| Pozycja                        | 5  | 1  | 6  | 16 | 27 | 25 | 36 | 50 |